# Lago Cootharaba
Il Cootharaba è un lago situato a nord del fiume Noosa, a sud-est dello Stato di Queensland, in Australia. Fa parte del complesso delle Everglades, attrazione turistica a 20 kilometri da Noosa. Il principale accesso al lago è il Boreen Point, una piccola cittadina a nord di Tewantin.
Il lago Cootharaba è lungo all'incirca 10 km e largo 5 km, con una profondità media di 1,5 metri. È una meta turistica affermata come punto di navigazione grazie anche al Lake Cootharaba Sailing Club.